# Nelson Miles
Nelson Appleton Miles (Westminster, 8 agosto 1839 – Washington, 15 maggio 1925) è stato un generale statunitense, celebre per aver costretto alla resa il grande capo indiano apache Geronimo.
Nato in una fattoria del Massachusetts, frequentò la scuola locale e, ancora giovanissimo, trovò un vecchio veterano francese che gli insegnò i rudimenti nell'uso delle armi in duello. Trasferitosi a Boston frequentò le scuole serali, studiando da autodidatta storia e tattica militari.

## L'arruolamento nell'esercito e la guerra civile
Mentre lavorava come commesso in un negozio di stoviglie scoppiò la guerra civile americana e l'8 settembre 1861 si arruolò come volontario nell'esercito unionista, ricevendo quasi immediatamente il grado di capitano. Prestò servizio come aiutante del generale Oliver O. Howard, e venne ferito nella Battaglia di Seven Pines. Promosso colonnello al comando del 22nd Massachusetts Volunteer Infantry Regiment, il 31 maggio 1862 raggiunse il grado di tenente colonnello e posto al comando del 61st New York Volunteer Infantry per meriti conseguiti in battaglia e si distinse particolarmente nella battaglia di Antietam, dove sostituì dimostrando tutte le sue capacità il suo diretto superiore gravemente ferito. Partecipò successivamente alla battaglia di Fredericksburg, alla campagna dell'Appomatox e alla battaglia di Chancellorsville nella quale fu gravemente ferito al collo e all'addome, ricevendo il brevetto di brigadiere generale nel 1867 e la medaglia d'onore nel 1892. Per il suo valore durante la battaglia del Wilderness e in quella di Spotsylvania Court House ricevette gli onori del Congresso e la promozione a generale maggiore il 12 maggio 1864 a soli 26 anni.
Alla fine del conflitto venne assegnato al comando di Fort Monroe, in Virginia con lo speciale incarico di sorveglianza nei confronti del presidente degli Stati Confederati d'America Jefferson Davis ivi detenuto. Nel luglio 1866 venne promosso colonnello dell'esercito regolare statunitense e durante il periodo della ricostruzione fu assegnato al distretto della Carolina del Nord nel periodo 1866-67.

## La campagna contro gli Indiani
Il 30 giugno 1868 sposò la nipote del generale William Tecumseh Sherman, e figlia del banchiere Hoyt Sherman, Mary Hoyt Sherman. A partire dal 1868 ebbe un ruolo fondamentale nelle guerre indiane, soprattutto nelle campagne contro le tribù delle Grandi pianure. Restò famoso per il suo coraggio e per la sua prudenza nell'uso della forza militare, dimostrando un elevato senso di rispetto e di comprensione delle problematiche dei nativi americani suoi avversari. Tra il 1874 e il 1875 prestò servizio come comandante nelle campagne contro le tribù Kiowa, Comanche e Cheyenne lungo il Red River. Tra il 1876 ed il 1877 guidò la campagna nelle Grandi Pianure contro le tribù Lakota e le tribù loro alleate nelle riserve al seguito della sconfitta del generale Custer a Little Big Horn. Nel 1877 guidò personalmente una spedizione per la cattura del capo indiano Capo Giuseppe e della sua tribù di indiani Nez Perce, che riuscì a far arrendere dopo una furiosa marca forzata nel territorio del Montana. Per il resto della sua vita avrebbe dovuto disputare numerose volte con il generale Oliver O. Howard per l'attribuzione di questa importante cattura. Durante la campagna contro Capo Giuseppe presso Yellowstone, Miles fece ampio uso delle tecniche allora sperimentali dell'eliografo, grazie soprattutto all'apporto tecnico di Albert J. Myer, fondatore dell'United States Army Signal Corps.
Nel 1886 Miles sostituì il generale George Crook in qualità di comandante in capo nella campagna contro il capo ribelle indiano Geronimo in Arizona. L'errore del suo predecessore Crook era di aver eccessivamente fatto affidamento sulle guide indiane per individuare il capo ribelle, mentre Miles si affidò quasi interamente ai suoi soldati ed ai suoi ufficiali che marciarono per circa 4.800 km nell'impervia catena della Sierra Madre prima che Geronimo si arrendesse al tenente Charles B. Gatewood (che aveva guadagnato il suo rispetto anni prima).Successivamente venne preso in consegna da Miles che ufficializzò la resa che prevedeva il confino della tribù apache ribelle in una riserva in Florida.
Nel 1890 una nuova rivolta di nativi indiani, nelle riserve Sioux e Lakota portarono nuovamente Miles al fronte, che portò stavolta alla sconfitta e alla morte di Toro Seduto e al massacro di circa 300 indiani a Wounded Knee. Tuttavia Miles non fu direttamente responsabile del massacro, e si espresse con disappunto e forti critiche nei confronti dei suoi ufficiali.

## L'ascesa nella gerarchia militare e la spedizione nella guerra ispano americana
Nel 1890 fu personalmente assegnato dal presidente statunitense Grover Cleveland per sedare a Chicago i disordini scoppiati a seguito dello sciopero dei lavoratori della celebre società di trasporti Pullman come conseguenza della grande crisi economica scoppiata in quegli anni. Grazie alla sua capacità di mediatore, Appleton Miles conseguì un importante successo anche in questo caso, ricevendo come riconoscimento il grado di Comandante il 5 ottobre 1895. Durante la guerra ispano-americana guidò la cosiddetta campagna di Porto Rico. Dopo aver raggiunto nel 1901 i massimi gradi della gerarchia militare per un ufficiale regolare, entrò in conflitto con il Presidente Theodore Roosevelt criticando la politica estera degli Stati Uniti nei confronti delle Filippine. Nell'agosto del 1903 si ritirò dal servizio attivo, entrando immediatamente dopo in polemica con il Segretario di Stato d'allora John Hay per uno scandalo riguardante le forniture alimentari in dotazione all'esercito statunitense.
Morì nel 1925 mentre, in compagnia di suo nipote, durante la parata di uno spettacolo circense, si alzò per salutare la bandiera e venne colpito da un infarto che lo stroncò all'istante. Fu sepolto nel cimitero monumentale di Arlington National Cemetery durante una cerimonia di stato presieduta personalmente dal Presidente Calvin Coolidge.